# Сайто, Хитоси
Хитоси Сайто (яп. 斎藤 仁 Сайто: Хитоси,  2 января 1961, Аомори — 20 января 2015, Осака) — японский дзюдоист, двукратный чемпион Олимпийских игр, чемпион и призёр чемпионатов мира, чемпион чемпионатов Азии, неоднократный чемпион и призёр чемпионатов Японии по дзюдо.

## Биография
Родился на севере острова Хонсю в 1961 году. В 1967 году пошёл в начальную школу, где начал заниматься дзюдо. В 1973 году, учась в средней школе, выиграл летние игры префектуры в тяжёлом весе, среди учеников высшей ступени школы.
В 1976 году, окончив школу, был принят для продолжения учёбы в юношеской школе при Kokushikan University в районе Сэтагая в Токио. Там же продолжил занятия дзюдо в университетской Академии дзюдо. За время обучения неизменно одерживал победы во всех соревнованиях внутри Академии, в 1977 году победил в межшкольных соревнованиях.
В 1979 году поступил в тот же университет, на факультет физического воспитания, где впервые встретился со своим извечным конкурентом и впоследствии другом Ясухиро Ямаситой. В своих выступлениях на чемпионатах Японии, чемпионатах Японии среди студентов и Кубке Дзигоро Кано, Хитоси Сайто восемь раз встречался с непобедимым Ямаситой (в официальных схватках 528 побед и 16 поражений за карьеру, причём все поражения состоялись в возрасте от 16 до 19 лет) и все схватки проиграл, однако всё же на других соревнованиях ему удавалось сводить встречи вничью.
Первый серьёзный успех пришёл к борцу в 1980 году, когда Хитоси Сайто занял третье место на международном турнире Pacific Rim в Гонолулу, а затем в том же году пошли победы последовательно на чемпионате мира среди студентов (Вроцлав), турнире US Open San Jose (Сан-Хосе, победы в абсолютной категории и категории свыше 95 килограммов), чемпионате Азии. В 1981 году борец победил на чемпионате Японии, и начал всё больше прогрессировать, побеждая на соревнованиях различного уровня, включая чемпионат мира — однако если на соревнованиях или в его категории не боролся Ясухиро Ямасита.
На Летние Олимпийские игры 1984 года в Лос-Анджелесе поехали оба дзюдоиста для выступления в разных категориях. Хитоси Сайто боролся в категории свыше 95 килограммов. В его категории боролись 16 дзюдоистов.
Соревнования велись по версии системы с выбыванием после двух поражений.
В этой системе в первом круге например: борец «А» выигрывает у борца «Б», а борец «В» у борца «Г». Во втором круге встречаются выигравшие «А» и «В», при этом «А» выигрывает схватку. В этом случае «Г» (как проигравший проигравшему) выбывает из турнира, а «Б» (как проигравший выигравшему) встречается с «В» в так называемой утешительной схватке и проигравший её также выбывает из турнира. Если борец «А» продолжает выигрывать схватки, то за ним продвигается к финальной стадии и «Б», выигрывая в утешительных схватках проигравших борцу «А». Если «А» проигрывает, то и «Б» выбывает из турнира. Если «А» выходит в финал, то «Б» будет участвовать в схватке за третье место с проигравшим борцу «А» в полуфинале. Таким образом, исключается возможность того, что в первых схватках выбывали сильные борцы.
На первые три схватки (последовательно с канадцем Марком Бергером, камерунцем Исидором Силасом и югославом Радомиром Ковачевичем) Хитоси Сайто затратил всего полторы минуты, закончив каждую схватку чистой победой. Финальная схватка с французом Анджело Паризи была тяжёлой, оба борца получили устное замечание за пассивное ведение борьбы, но в конце концов Анджело Паризи за пассивное ведение борьбы получил замечание сидо (равноценное оценке кока) и таким образом Хитоси Сайто победил в финале и стал олимпийским чемпионом.
После Олимпиады, на чемпионате Японии 1985 года в абсолютной категории в финале вновь проиграл Ямасита, для которого этот чемпионат стал последним в карьере. Ямасита был единственным дзюдоистом, которому Сайто проигрывал.
Со слов Ясухиро Ямаситы:

Чтобы не проиграть, я должен был атаковать непрерывно, используя свою любимую технику. Я верил, что непрерывная атака даст результат, но знал, что бросить Сайто очень сложно, если возможно вообще.— http://judo.karelia.ru/articles/view/id/173/
В 1987 году Хитоси Сайто смог наконец-то стать чемпионом Японии в обеих категориях — абсолютной и свыше 95 килограммов.
На Летних Олимпийских играх 1988 года в Сеуле Хитоси Сайто вновь боролся в категории свыше 95 килограммов. Абсолютная категория была исключена из программы Олимпиады. В его категории боролись 26 дзюдоистов.
В первой схватке Хитоси Сайто без особых усилий победил Лансана Коли (Сенегал). Последующие соперники Сайто были титулованными, при чём трое из них имели олимпийские награды. Сайто выиграл Димитара Запрянова (Болгария), Мохаммеда Али Равшана (Египет), Чо Ён Чхоля (Южная Корея) и вышел в финал с Хенри Штёром (Германия), выигравшего в полуфинале у Григория Веричева. Как и на прошлых играх, финальная схватка получилась тягучей и японский борец победил благодаря нескольким замечаниям за пассивное ведение борьбы, полученным Штёром. Хитоси Сайто стал таким образом одним из двух первых дзюдоистов, которые смогли защитить свой титул чемпиона Олимпийских игр, наряду с Петером Зайзенбахером. До 1988 года ни один дзюдоист не становился двукратным чемпионом Олимпийских игр на разных Олимпиадах.
После Олимпиады оставил карьеру в большом спорте и перешёл на тренерскую работу в академии родного университета, одновременно став сотрудником кафедры факультета физического воспитания. В дальнейшем был назначен главным тренером Всеяпонской федерации дзюдо. На Летних Олимпийских играх 2004 года в Афинах был главным тренером мужской сборной Японии, в Летние Олимпийских играх 2008 года в Пекине был тренером мужской сборной Японии.
Женат. Сын — Тацуру Сайто, победитель Всеяпонского чемпионата по дзюдо, призёр чемпионата мира 2022 года.
Умер 20 января 2015 года от рака желчевыводящих путей.

## Соревнования и турниры (кроме указанных в карточке)
| Год  | Место проведения | Соревнования                          | Занятое место | Категория            |
| ---- | ---------------- | ------------------------------------- | ------------- | -------------------- |
| 1980 | Гонолулу         | Международный турнир Pacific Rim      |               | абсолютная           |
| 1980 | Вроцлав          | Чемпионат мира среди студентов        |               | свыше 95 килограммов |
| 1980 | Сан-Хосе         | Международный турнир US Open San Jose |               | свыше 95 килограммов |
| 1980 | Сан-Хосе         | Международный турнир US Open San Jose |               | абсолютная           |
| 1981 | Париж            | Международный турнир Tournoi de Paris |               | свыше 95 килограммов |
| 1981 | Нагоя            | Международный турнир Pacific Rim      |               | свыше 95 килограммов |
| 1981 | Токио            | Международный турнир Jigoro Kano Cup  |               | абсолютная           |
| 1981 | Токио            | Международный турнир Jigoro Kano Cup  |               | свыше 95 килограммов |
| 1982 | Тбилиси          | Международный турнир                  |               | свыше 95 килограммов |
| 1982 | Тбилиси          | Международный турнир                  |               | абсолютная           |
| 1982 | Ювяскюля         | Чемпионат мира среди студентов        |               | абсолютная           |
| 1982 | Токио            | Международный турнир Jigoro Kano Cup  |               | абсолютная           |
| 1985 | Париж            | Командный кубок мира                  |               | свыше 95 килограммов |
| 1986 | Токио            | Международный турнир Jigoro Kano Cup  |               | абсолютная           |